# Traiectum ad Mosam
Traiectum ad Mosam, Mosa Traiectum, nota anche con la variante Trajectum, è il nome latino della città olandese di Maastricht e significa letteralmente "per attraversare la Mosa".  A volte veniva indicata come Traiectum Superior, per di distinguerla da Trajectum Inferior l'attuale Utrecht chiamata Traiectum ad Rhenum. Non è chiaro se il nome è di origine romana. Sebbene probabilmente Maastricht non sia mai stata una città romana, molti scavi archeologici mostrano che la città è stata un insediamento significativo durante tutto il periodo della presenza romana nei Paesi Bassi.

## Origine del nome

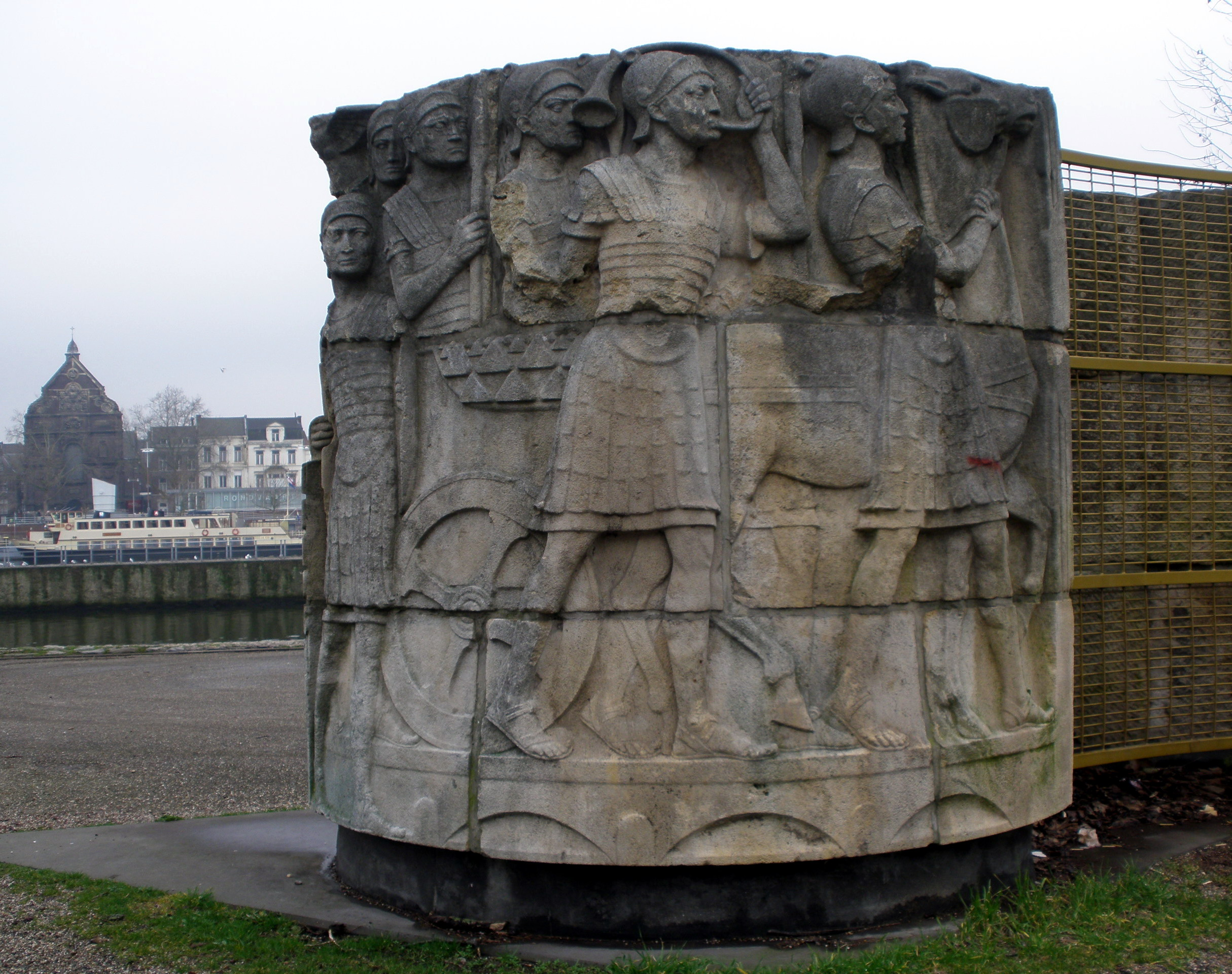
Entrata dei Romani a Mosa Trajectum. Rilievo sulle rovine di Wilhelminabrug nel 1940 (H. van den Eijnde, 1932)

Il fiume Mosa era già descritto come Mosa prima dell'era cristiana, inclusi i Commentarii de bello Gallico di Giulio Cesare. È noto che vi erano numerosi luoghi come attraversamenti del fiume chiamati dai Romani Trajectum o Traiectum ("passaggio"). Nei Paesi Bassi vi è un altro esempio di Traiectum (Utrecht), che è stato anche designato come Trajectum ad Renum ("per attraversare il Reno") per distinguerlo da Maastricht. Dal nome latino Trajectum deriva la parola dell'olandese antico "Triecht" o "Trecht" ebbe origine nel Medioevo, probabilmente la più antica parola d'origine latina in olandese. Nel Medioevo, il nome Traiectum veniva usato sia per indicare Maastricht che Utrecht. Per Maastricht, a volte veniva usato il nome di Traiectum Superius (superiore nel senso di "situato più in alto"); per Utrecht questo era Traiectum Inferius, poi Ultra Trajectum. Dove queste ulteriori indicazioni mancano, a volte c'è confusione, soprattutto perché queste sono le due città medievali più importanti dei Paesi Bassi, che erano entrambe sedi di una diocesi.
Si presume spesso che Mosa Trajectum fosse il nome con il quale la moderna Maastricht era conosciuta in epoca romana, ma non ci sono indicazioni al riguardo. Maastricht non appare sulla copia medievale della Tavola Peutingeriana. Tacito descriveva un ponte sulla Mosa come pontem Mosae fluminis, ma non è chiaro se intendesse il ponte di Maastricht. Finora non ci sono prove per affermare che i Romani conoscessero Maastricht sotto il nome di Trajectum. La più antica menzione di Trajectum per Maastricht risale all'alto medioevo.  Alla fine del sesto secolo Gregorio di Tours scrisse su Maastricht come Treiectinsem urbem. Altri vecchi nomi di Maastricht erano Treiiectum, Triieto, Trecta, Trectis, Trega, Treeg, Tri(e)ht o Treit, forse in combinazione con Mosa, Mase, Mas o Maas.

## Storia

### Origine dell'insediamento romano
Circa l'anno 50 a.C. gli Eburoni, che vivevano nelle vicinanze di Maastricht, furono schiacciati dall'avanzata dell'esercito Romano sotto il comando di Giulio Cesare. Durante gli scavi negli anni 1973-75 e 2008 sul Altopiano di Caestert, a 4 km a sud di Maastricht, è stata ritrovata una fortezza con una dimensione di circa 20 ettari. L'oppidum, probabilmente fondato intorno all'anno 100 a.C., è visto da alcuni come l'Atuatuca che Cesare nel 54 a.C. usò come campo invernale per una legione e mezza.

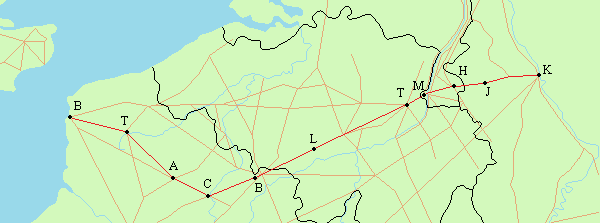
Itinerario della Via Belgica. M = Maastricht

Mosa Trajectum, sorse all'incrocio tra un fiume e una strada Intorno all'anno 10 a.C. i Romani iniziarono con la costruzione di un'importante strada est-ovest nella parte settentrionale della provincia della Gallia (la Gallia Belgica). La strada correva dal porto di Boulogne-sur-Mer passando per Tournai, Valenciennes, Tongeren e Maastricht fino a Colonia. Recentemente gli archeologi l'hanno battezzata Via Belgica. A Maastricht, alcune parti della strada sono state scavate nel distretto di Daalhof, chiamato Romeinsebaan (strada romana). La strada correva lungo il lato nord della piazza Vrijthof (a Maastricht) passando per la via Grote Staat fino alla Mosa. A Wyck il corso della strada è stato dimostrato nella parte settentrionale della via Rechtstraat. Forse nel mezzo, di fronte alla via Jodenstraat e alla Chiesa di San Martino, fu la prima traversata del fiume.
Nel primo quarto del I secolo d.C., un ponte romano fu costruito a poche centinaia di metri a sud. Da allora la Via Belgica mostrava una doppia curva alla Mosa: prima di raggiungere la sponda del fiume, la strada curva a destra ad angolo retto e di nuovo a sinistra sul ponte. Il ponte era un'estensione delle attuali vie Havenstraat e Eksterstraat nel quartiere Stokstraatkwartier e consisteva in pilastri di pietra con una costruzione ad arco in legno. Il ponte fu riparato più volte, ma sarebbe durato fino al 1275. Lungo la strada e sul ponte, insediamenti con case in legno e argilla si sviluppavano su terreni stretti e allungati sui fiumi destro e sinistro. L'insediamento sulla riva sinistra consisteva in un piccolo nucleo vicino al ponte e un villaggio di strada su entrambi i lati della via Grote Staat. L'insediamento sulla riva destra è stato ampiamente eroso del fiume. Al di fuori dell'insediamento, i morti venivano seppelliti lungo la strada, compreso il Vrijthof e intorno alla Sterreplein nel distretto di Sint Maartenspoort.

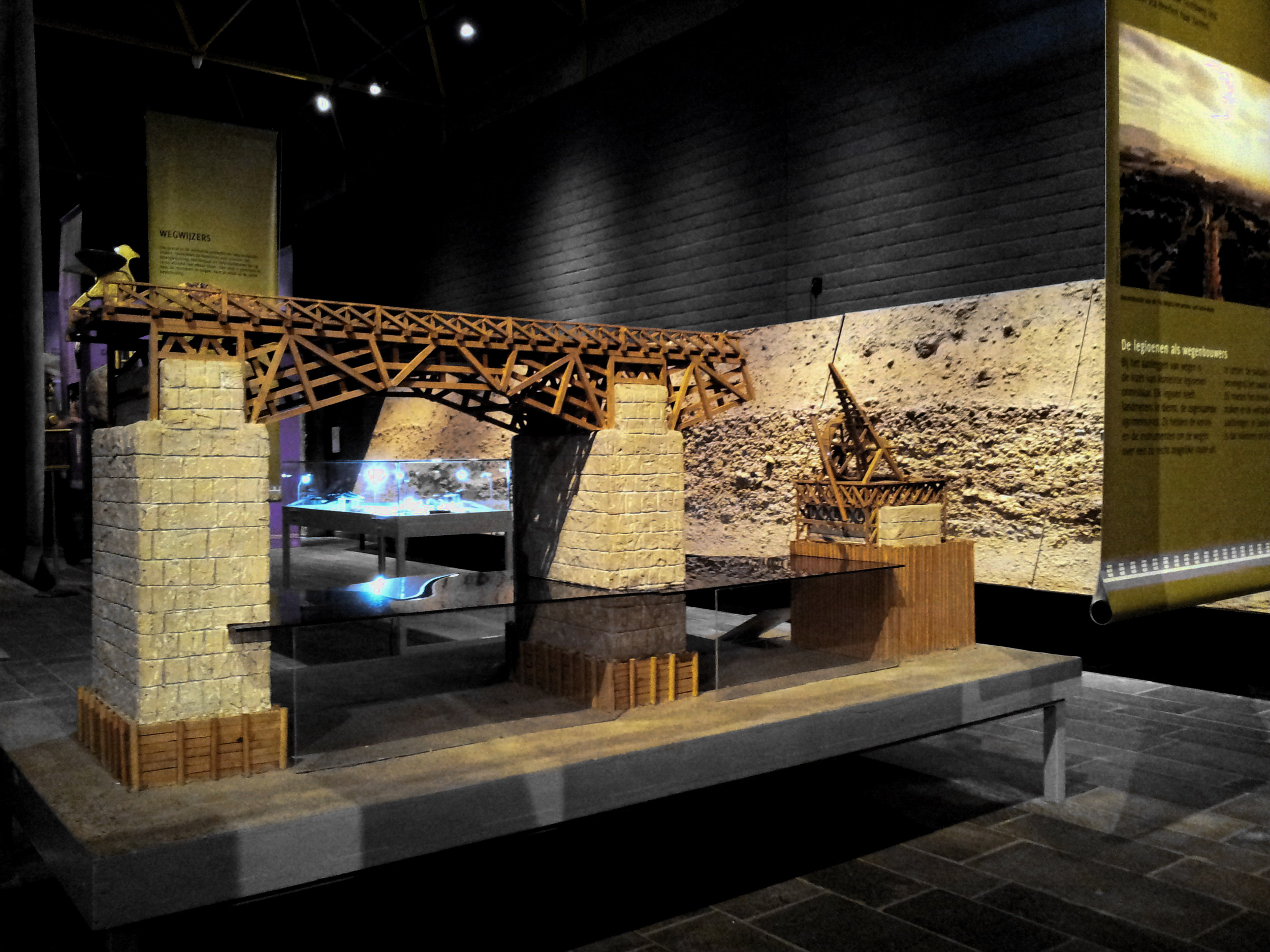
Modello del ponte romano
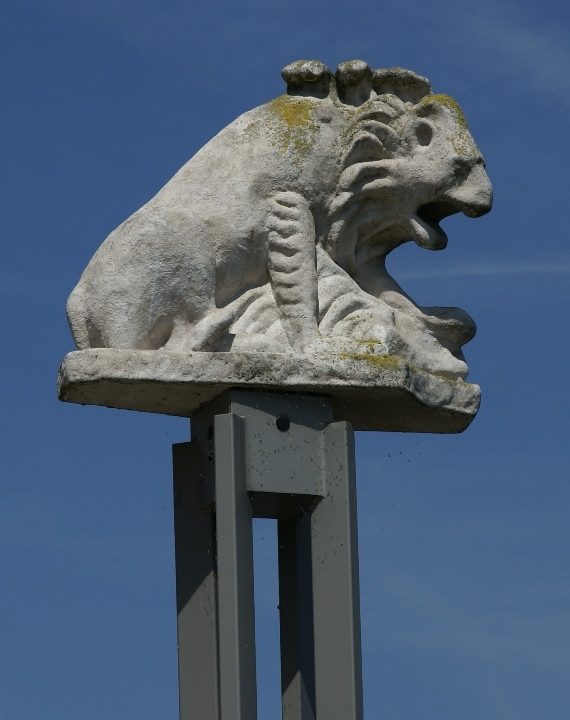
Pons Mosae, monumento del ponte
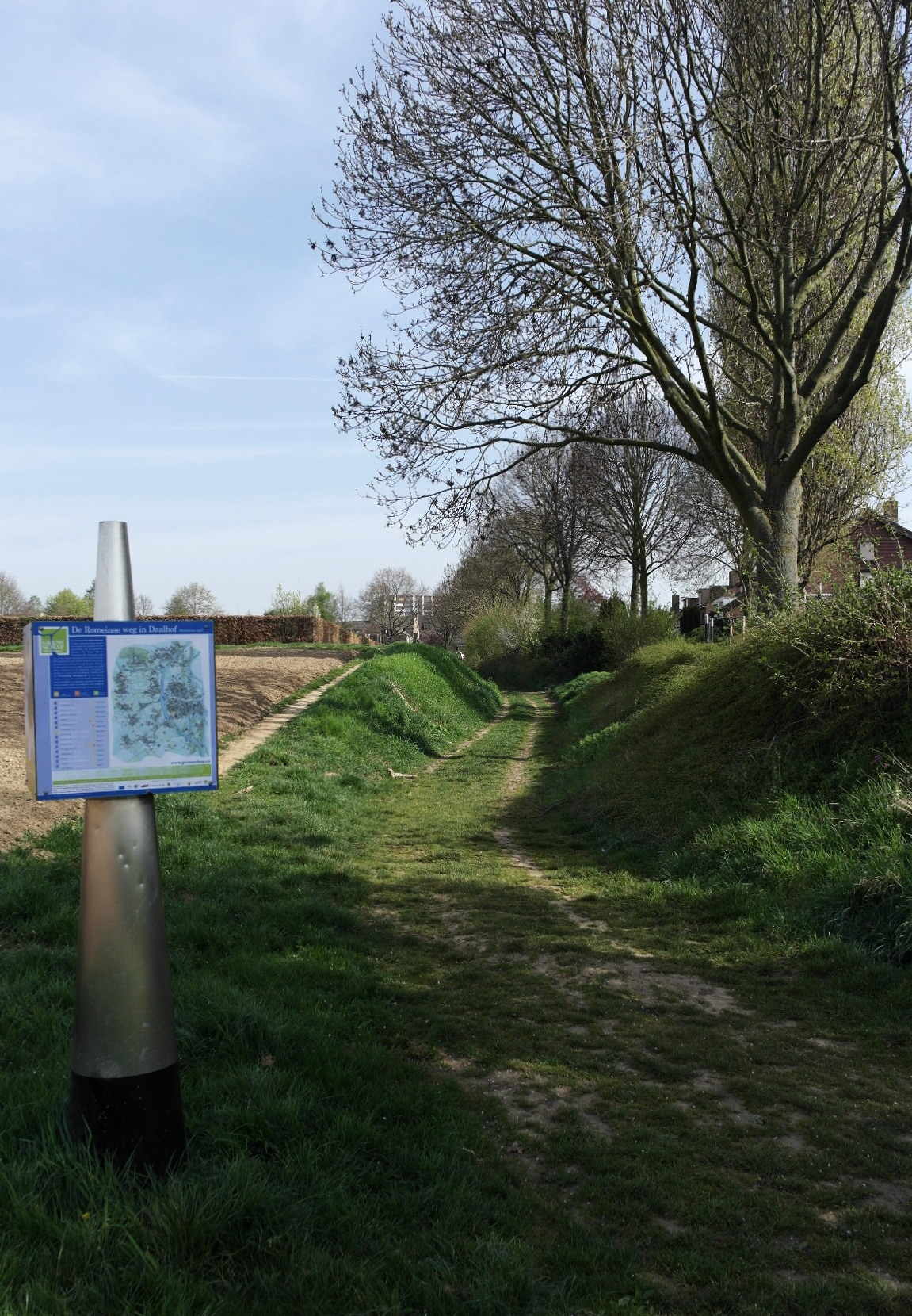
Strada romana nel Daalhof
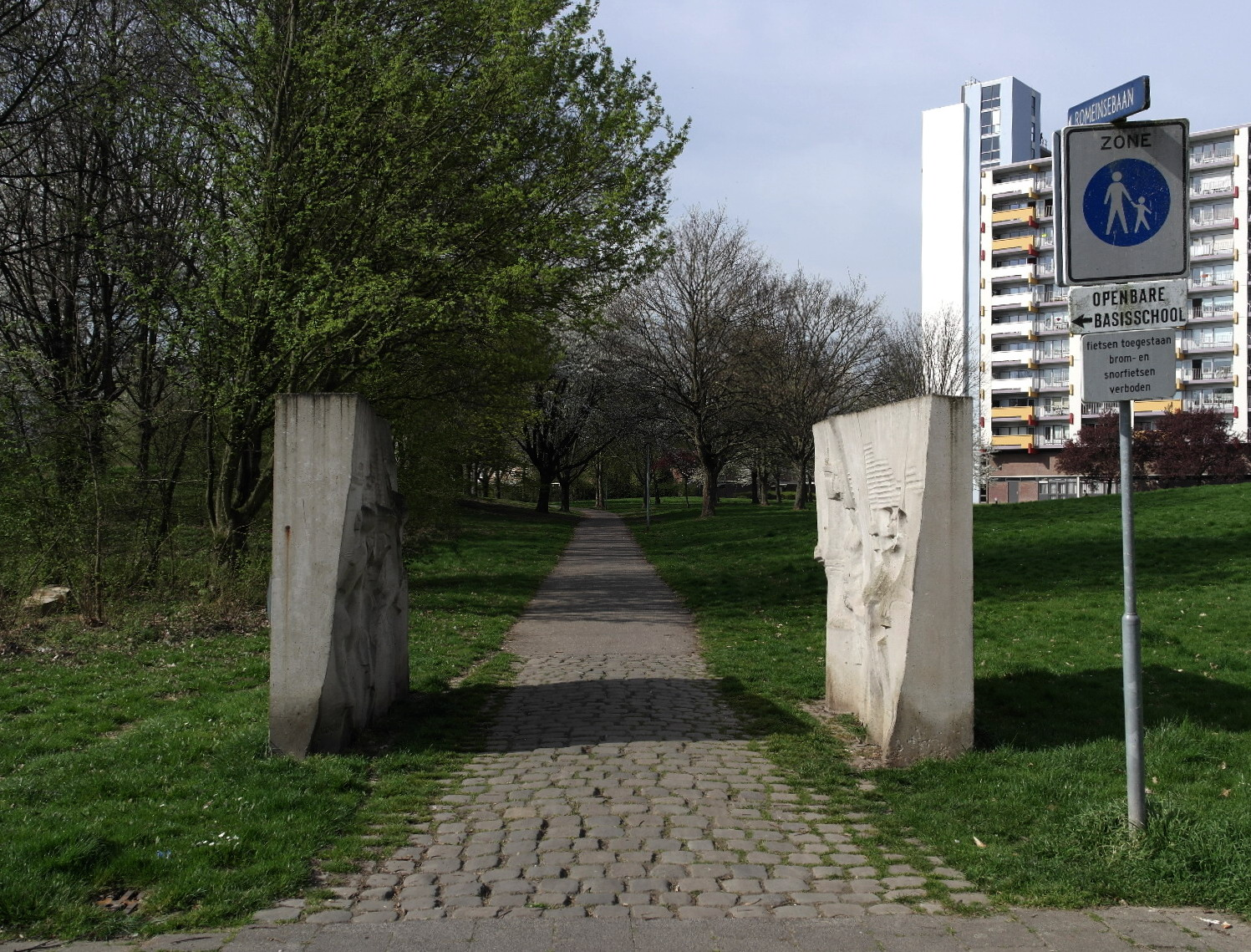
Monumento alla strada romana

### Medio periodo romano: Pax Romana

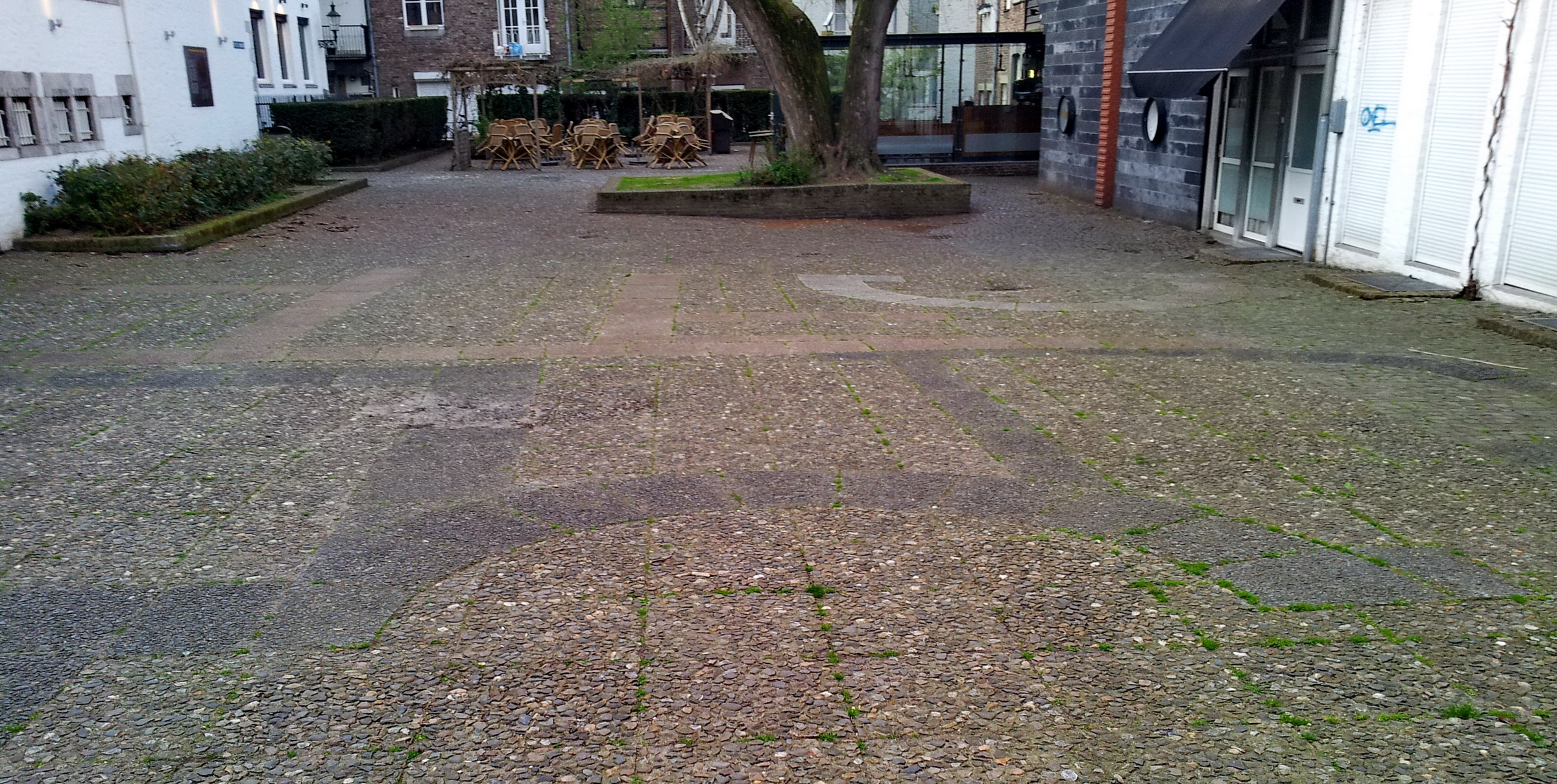
Contorni della costruzione del bagno nel pavimento delle terme di Op de Thermen

Per quattro secoli, la Maastricht romana era un insediamento relativamente modesto, ma probabilmente era un centro religioso e culturale nel paesaggio rurale densamente popolato tra Tongeren e Heerlen. Il periodo di fioritura è stato tra il 50 d.C. e il 250 d.C. circa. La maggior parte dei reperti archeologici risalgono a questo periodo. In particolare, è notevole il gran numero di frammenti di sculture (più di 230, per lo più conservate nel Bonnefantenmuseum e nel Centre Céramique). Tra questi ci sono frammenti di statue distaccate di dei, pilastri e colonne di Giove, le "statue dei quattro dei", altari e un gran numero di monumenti funebri (tra gli altri i 9 m di altezza, probabilmente realizzati da uno laboratorio di Treviri). Vicino al Maasbrug, in una curva della strada, su una terrazza più alta c'era l'insula, un nucleo più compatto con alcuni edifici pubblici in pietra. Due edifici di questo periodo potrebbero essere identificati nell'insula: sul lato nord della strada c'era un complesso termale e sul lato sud c'era un santuario murato di Giove.

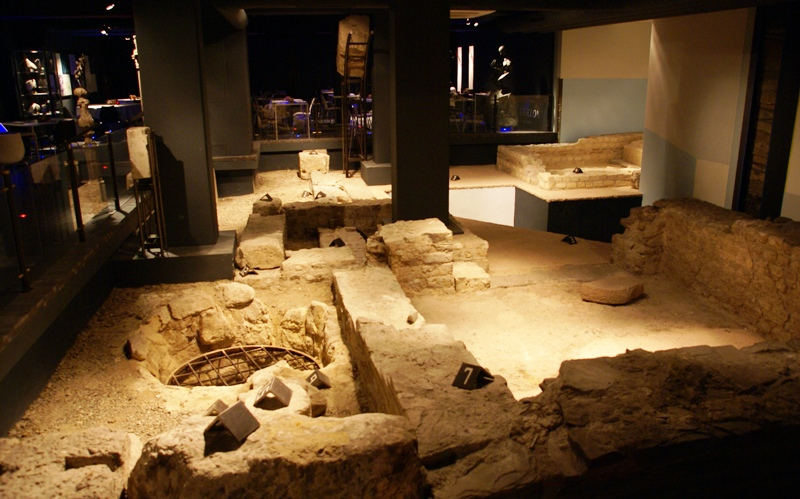
Resti del santuario romano, Museumkelder Derlon

I resti delle terme di Maastricht si trovano a una profondità di 5 o 6 metri sotto il pavimento della piazza Op de Thermen. Il bagno pubblico romano risale al II secolo ed è stato radicalmente ristrutturato nel IV secolo. I resti di questo edificio furono trovati per la prima volta nel 1840, il primo scavo di un edificio romano a Maastricht. Negli anni '60, il Servizio nazionale per i beni culturali dei Paesi Bassi, sotto la direzione di Jules Bogaers, fece nuovamente degli scavi su questo bagno pubblico. Durante questo scavo il complesso termale completo è stato esposto, documentato e poi coperto con sabbia argentata. Il complesso termale aveva un ipocausto, un calidarium, un tepidarium e un frigidarium, c'erano spogliatoi, una bottega, un campo sportivo e forse una piscina. Le terme di Maastricht avranno svolto un ruolo importante nell'insediamento romano come luogo di incontro, forse anche per i soldati, gli abitanti dei villaggi della zona e i viaggiatori.
In piazza Onze-Lieve-Vrouweplein si trova nel seminterrato di un hotel il Museumkelder Derlon, in cui è conservato uno scavo della Maastricht romana risalente al 1983. Questo scavo è stato effettuato dall'archeologo della città di Maastricht, Titus Panhuysen, che ha scoperto i resti di un santuario romano della prima metà del II secolo d.C.. Sono stati trovati, tra le altre cose, la facciata del santuario con un cancello d'ingresso, una piazza del tempio rifinita con malta rossa e un'arena fortificata con una parte del piedistallo di un pilastro quadrato alto 9 metri che porta su di esso una statua di Giove in bronzo a grandezza naturale. Oltre al piedistallo sono stati trovati dodici frammenti della colonna di Giove di Derlon decorato a rilievo. Nelle vicinanze furono trovati anche due archi scolpiti della porta d'ingresso e una statua delle quattro divinità che formava il piedistallo di una colonna di Giove alta tre metri. Il cuore del santuario, il tempio vero e proprio, secondo l'archeologo Panhuysen è probabilmente tra l'adiacente alla Basilica di Nostra Signora, dove scavi archeologici non hanno ancora avuto luogo.
Il distretto di Wyck sulla riva destra del Mosa era anche abitato in questo periodo. Nel 1990, i resti di un insediamento risalente al I secolo d.C., sono stati trovati nella Rechtstraat vicino alla chiesa di San Martino. Intorno al 1850 il torso di una statua di Mercurio del terzo quarto del I secolo venne alla luce durante la demolizione della vecchia chiesa di San Martino. Alla periferia della città c'erano alcune villae rusticae: la villa romana di Borgharen-Pasestraat, la villa gallo-romana di Smeermaas, la villa romana di Maastricht-Louwberg e la villa romana di Backerbosch a Cadier e Keer.

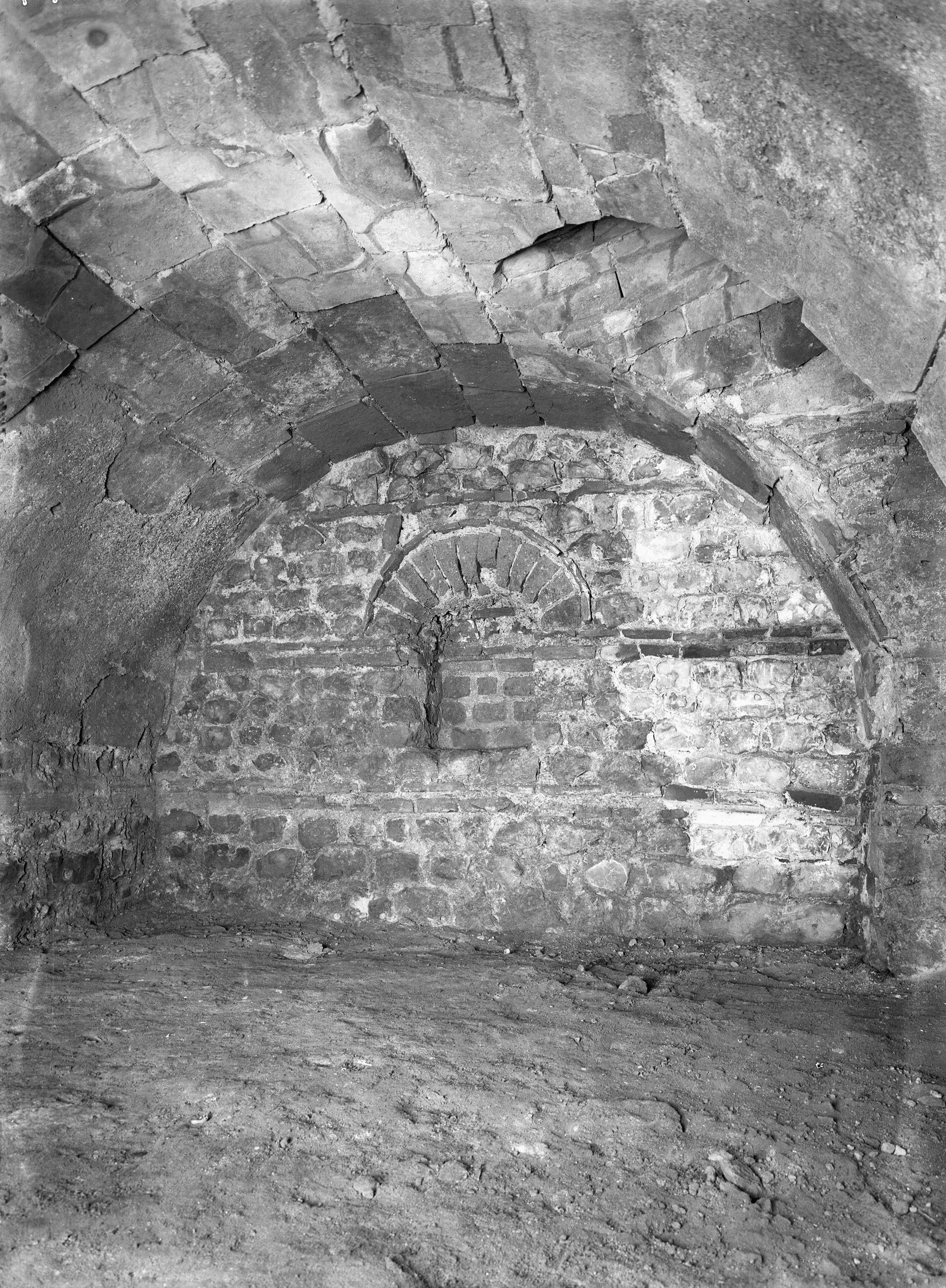
Cantina romana praticamente intatta, scavi del 1902
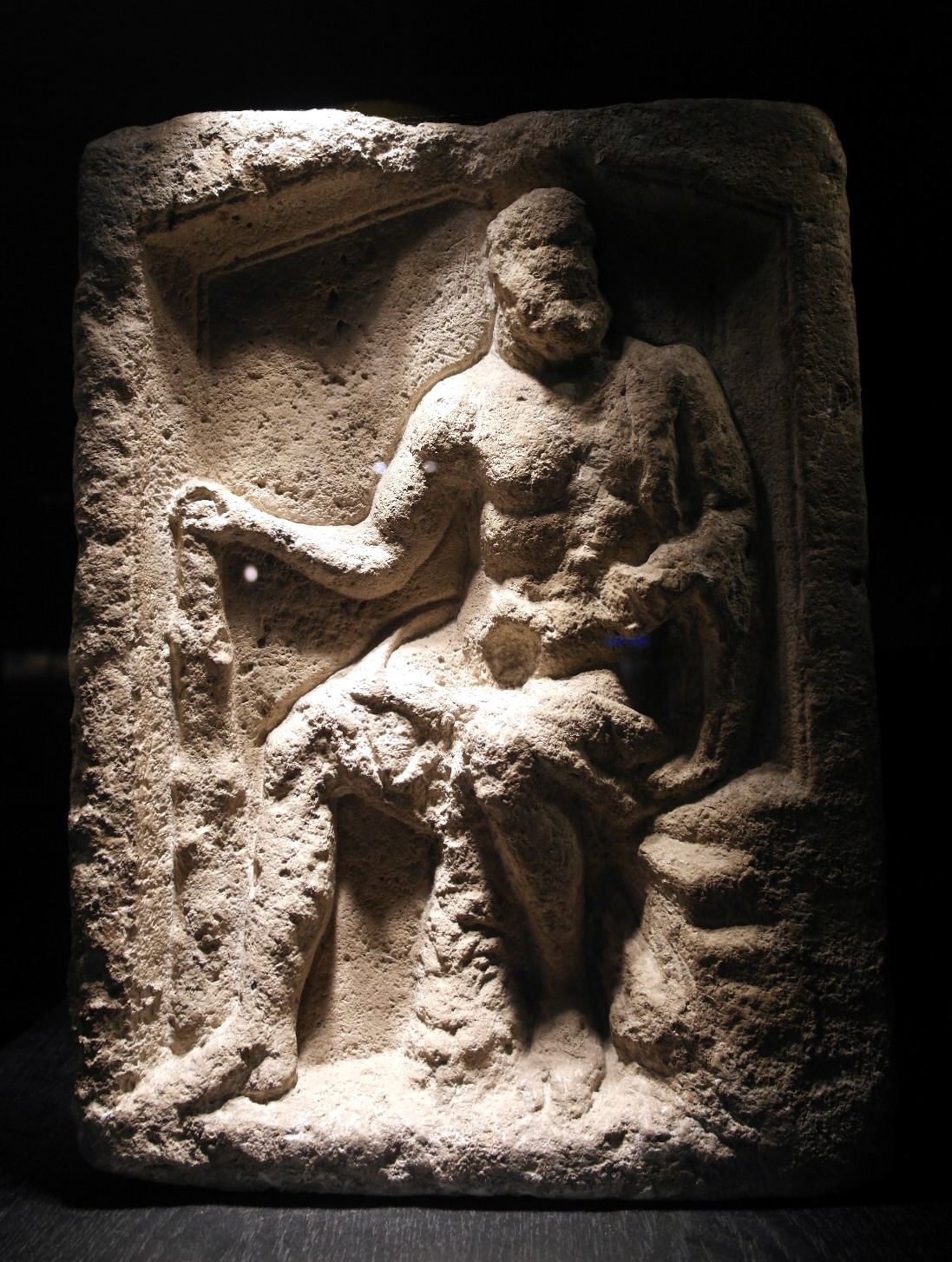
Una statua delle quattro divinità con rilievo di Ercole con una mazza
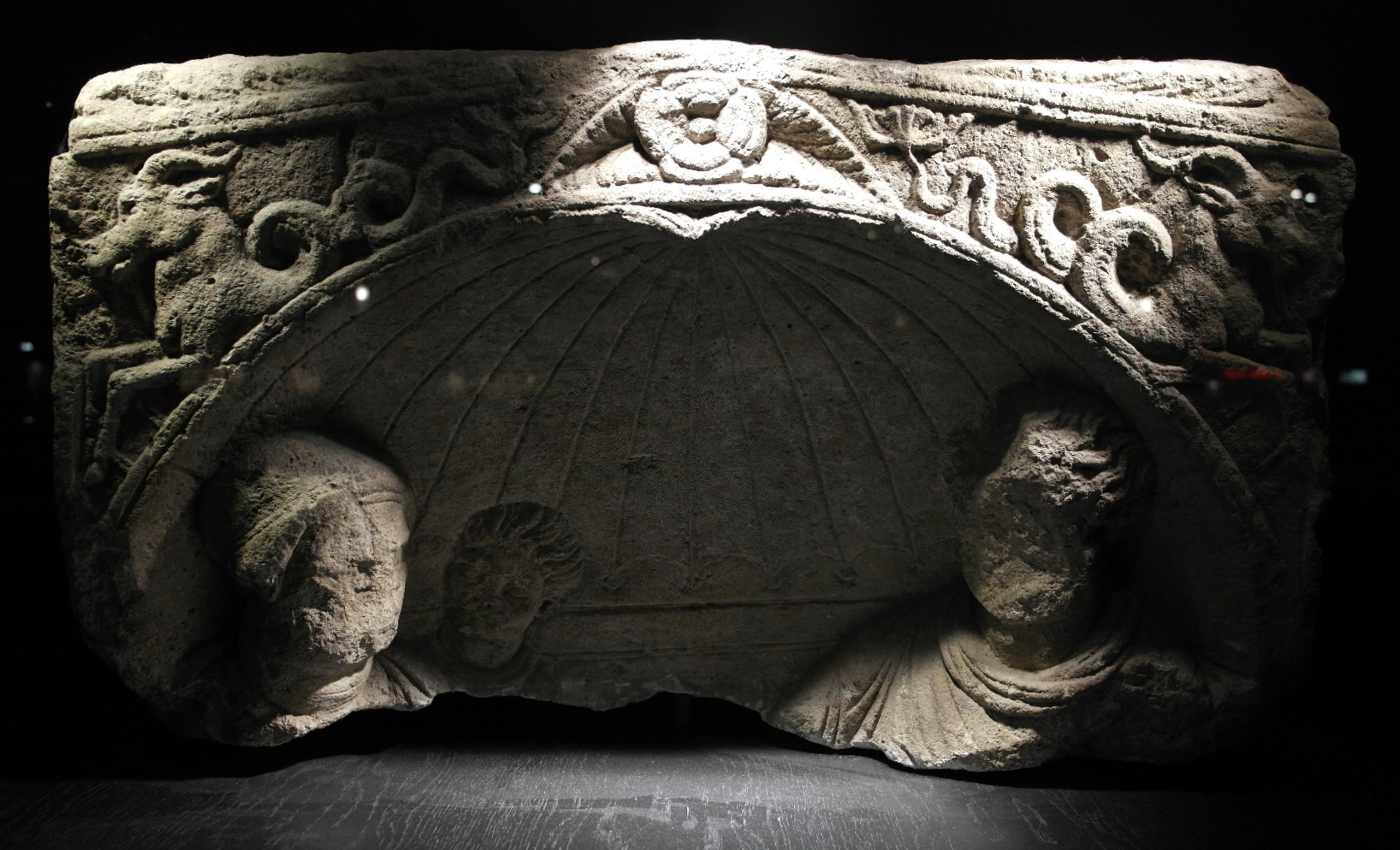
Rilievo del pasto della morte nella tomba del II secolo
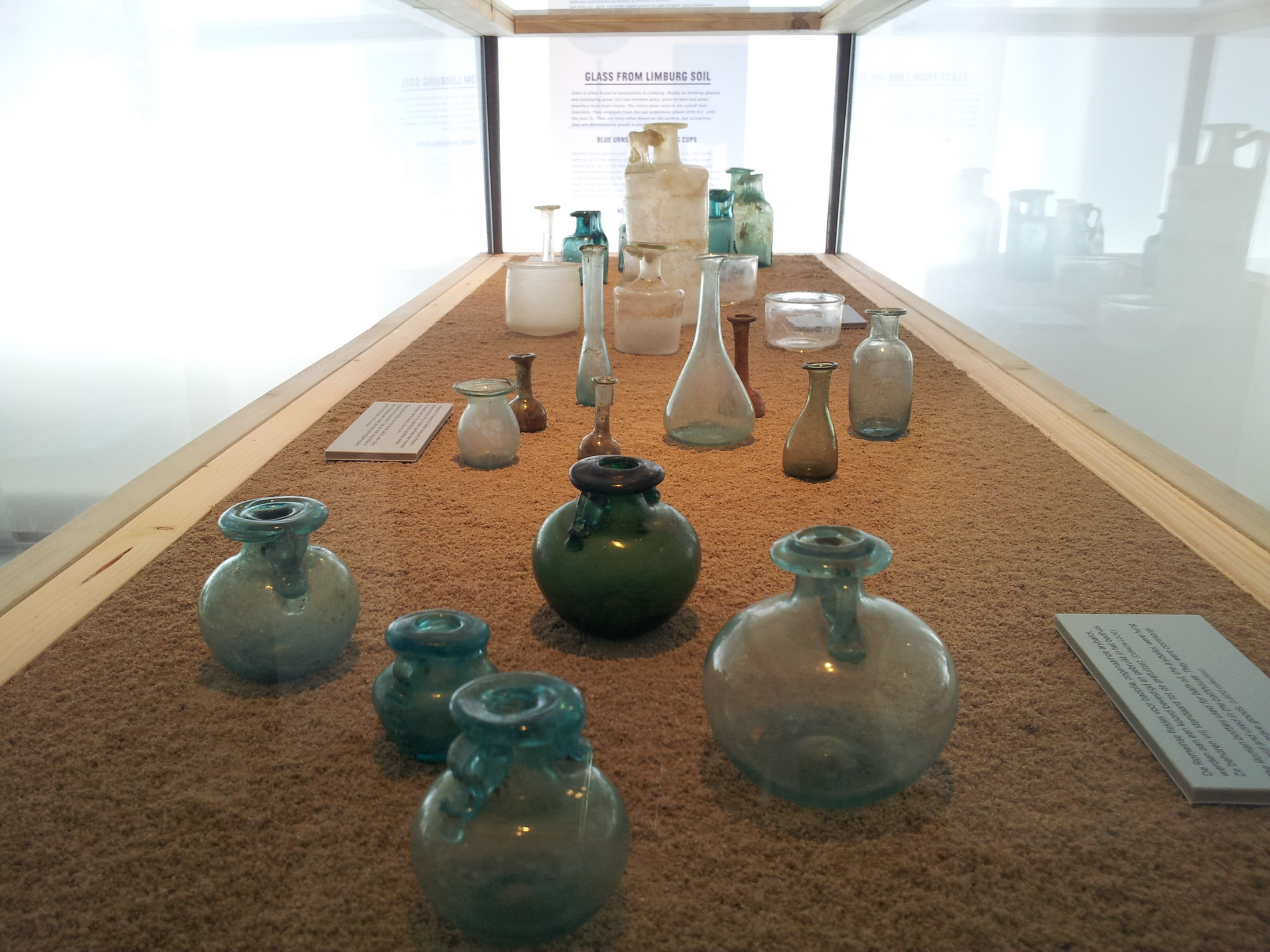
Vetri romani di Maastricht e dintorni

### Tardo periodo romano:castellume inizio del cristianesimo

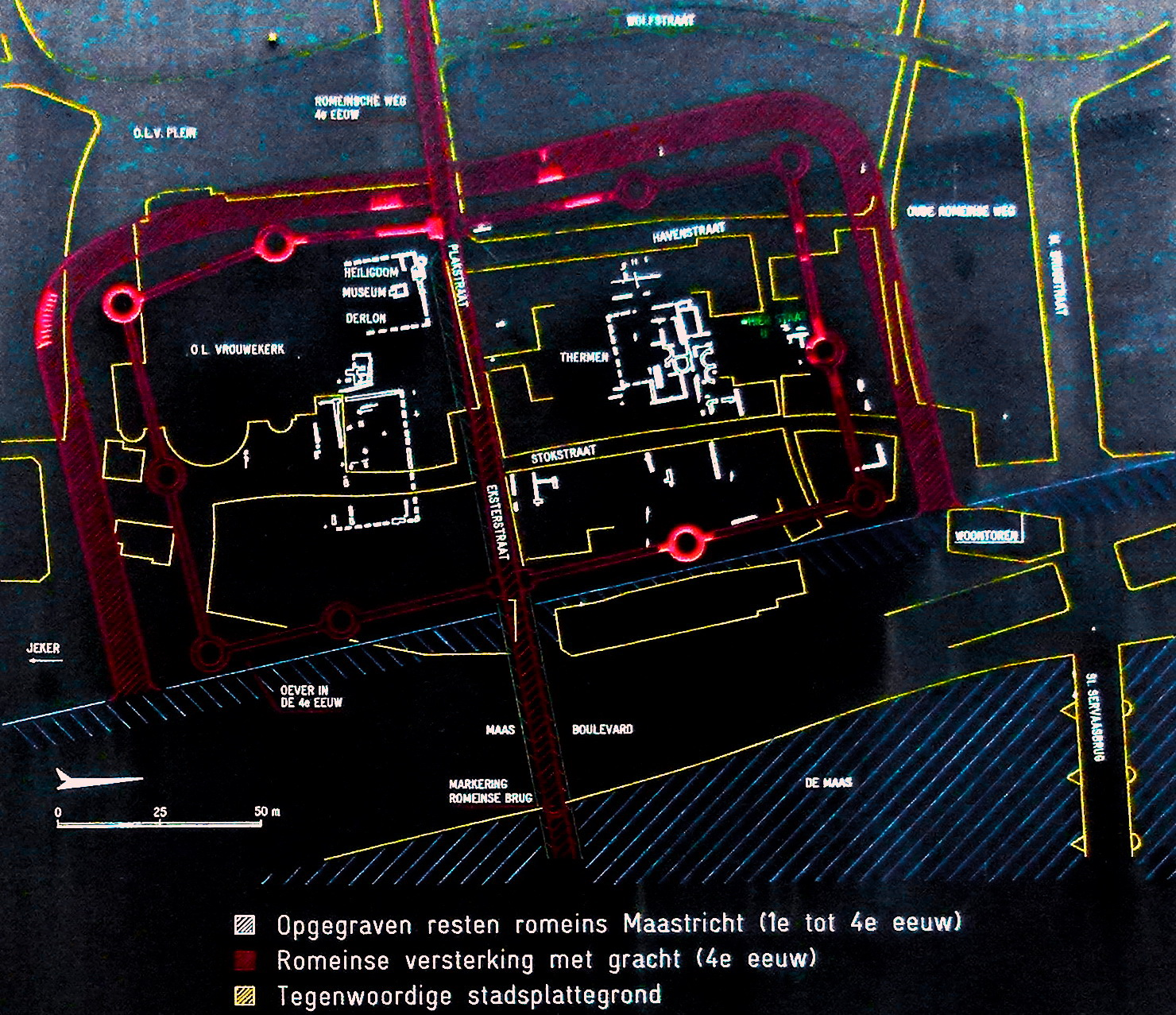
Fossato del castellum, IV secolo

Intorno al 270 d.C. l'insediamento romano al Maasbrug fu distrutto dall'invasione di tribù germaniche. Per proteggere il ponte, intorno al 333 sulla riva sinistra fu costruito un castellum, un campo militare cinto da mura con dieci torri e due porte, il castellum di Maastricht. Probabilmente una fortezza simile si trovava sulla riva destra a Wyck. La sua costruzione era in linea con la politica dell'imperatore Costantino I di schierare truppe (comitatenses) in posizioni strategiche negli angoli più remoti dell'impero, che sarebbero presto pronti all'attacco di tribù ostili. Poco si sa sull'uso del castellum di Maastricht nel tardo periodo romano. Si presume che abbia avuto una funzione militare, ma finora non sono state trovate prove. All'interno del castellum si trova un grande edificio a tre navate, probabilmente un horreum, un granaio del IV secolo. Il complesso termale distrutto fu ricostruito durante questo periodo.
Intorno a questo periodo il cristianesimo stava prendendo piede nell'impero romano. Dai centri di Treviri, Colonia e Tongeren, furono fondate anche chiese in questa parte dell'impero. La più antica prova della vita cristiana di Maastricht è la lapide di Amabilis del V secolo nel lapidario della Basilica di San Servazio. Il missionario originario armeno e vescovo della diocesi di Tongeren Servazio morì alla fine del IV secolo a Maastricht e fu sepolto nel cimitero romano lungo la Via Belgica, l'attuale Vrijthof. La sua tomba si trasformò presto in un luogo di pellegrinaggio e nel VI secolo condusse alla costruzione della prima chiesa di San Servazio. Attorno a esso arrivò un secondo nucleo residenziale, con il quale Maastricht si avvicinò a un nuovo capitolo.

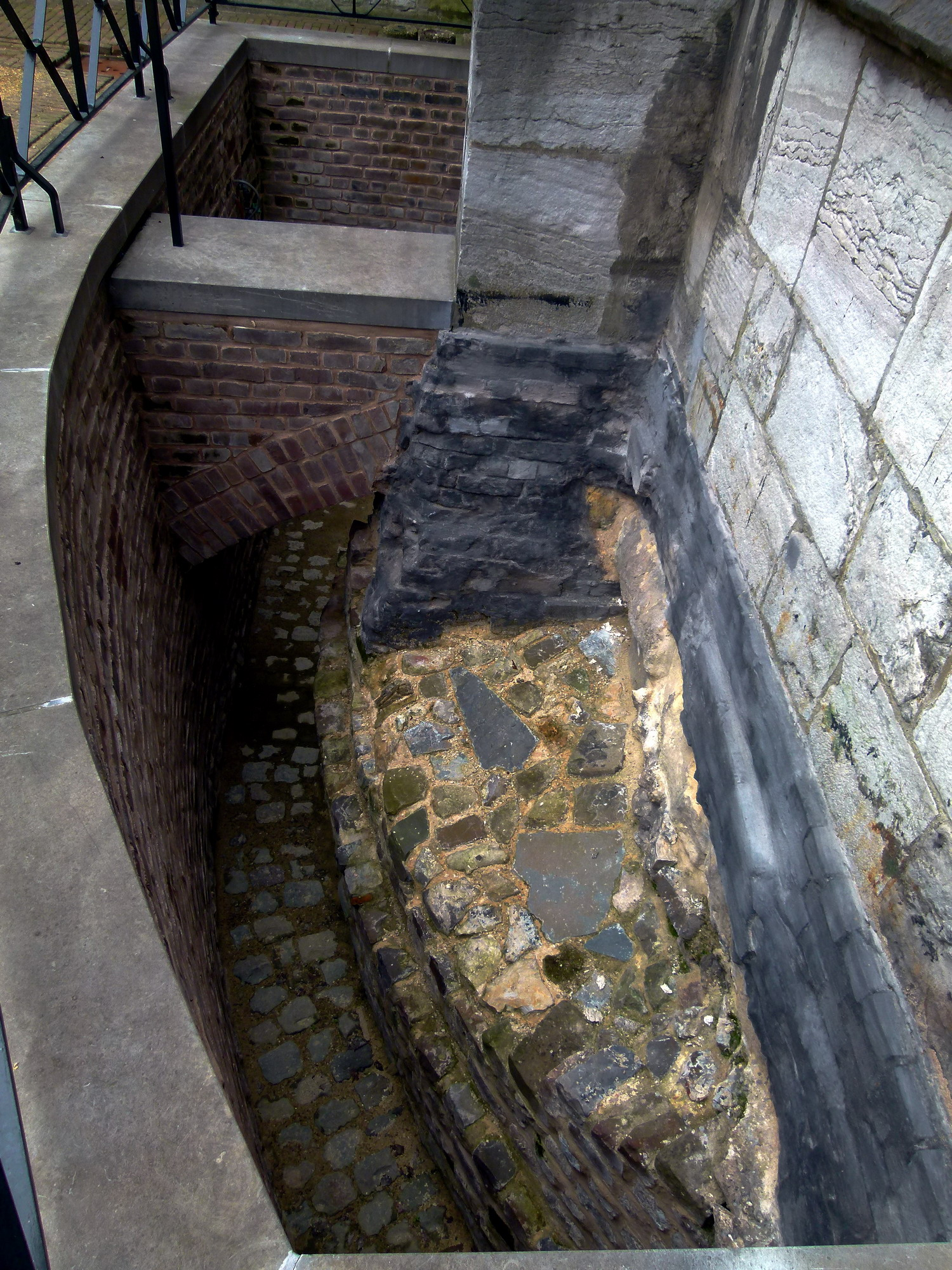
Torre di Castellum (pilastro della basilica di Nostra Signora, scavo 1910)
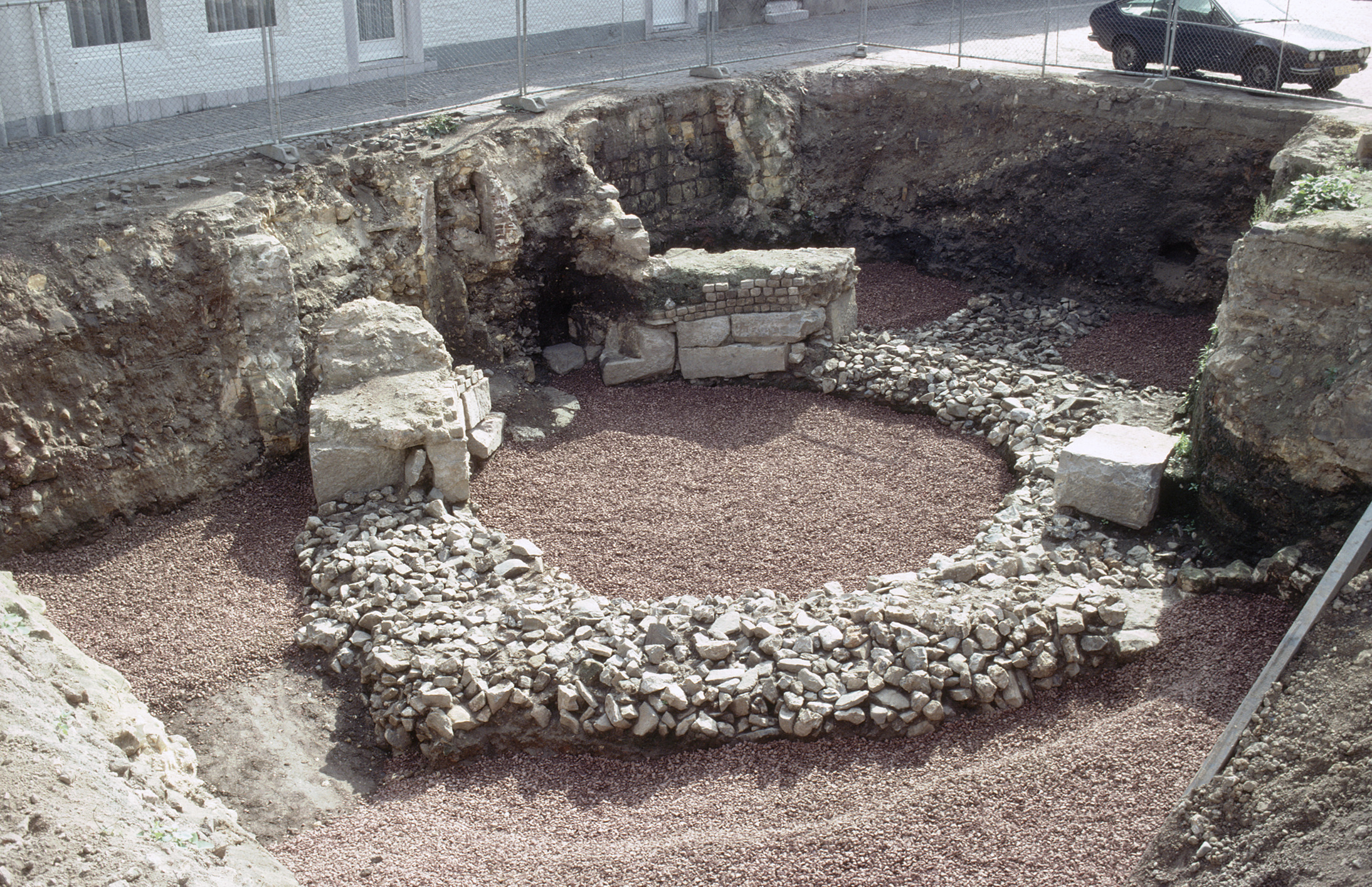
Torre del Castellum (Houtmaas, scavo del 1982)
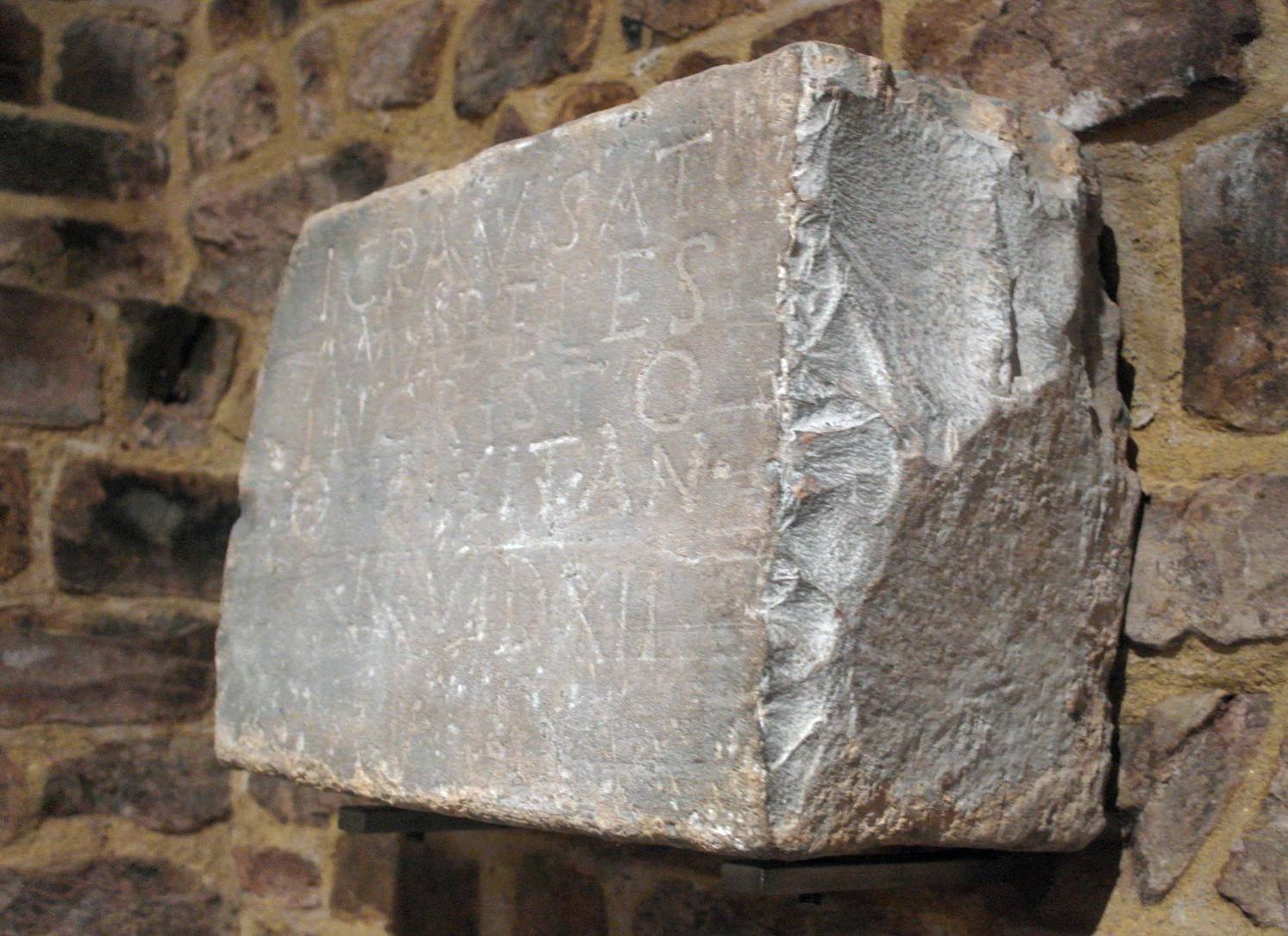
Pietra tombale di Amabilis (V secolo)
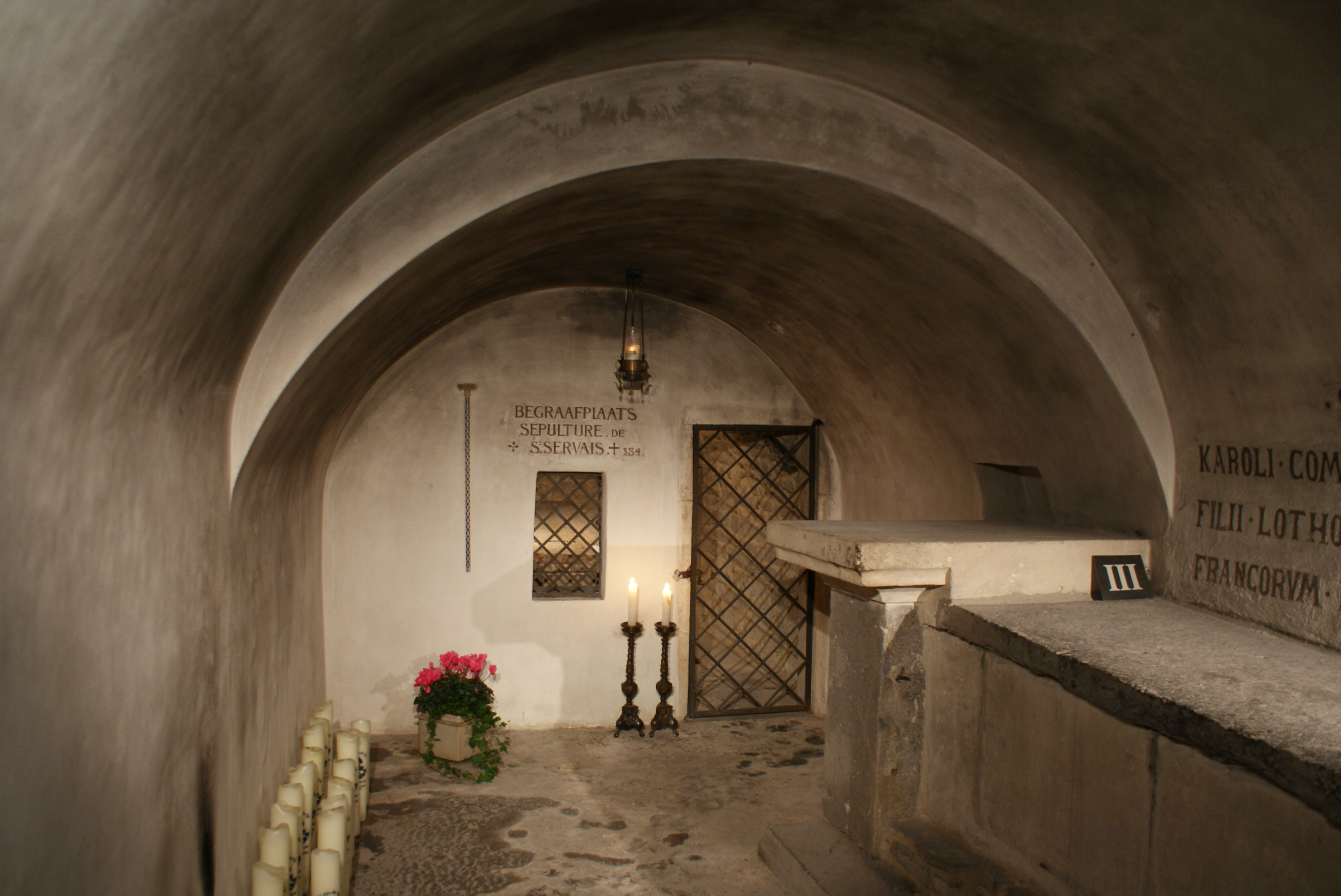
Cripta di San Servazio, Basilica di San Servazio